# جورج هادلي
جورج هادلي (بالإنجليزية: George Hadley)‏ (و. 1685 – 1768 م) هو محامي، وفيزيائي، وعالم أرصاد جوية من المملكة المتحدة . ولد في لندن . وكان عضواً في الجمعية الملكية .
توفي عن عمر يناهز 83 عاماً.

## جوائز
حصل على جوائز منها:
- زمالة الجمعية الملكية.

## روابط خارجية
- جورج هادلي على موقع الموسوعة البريطانية (الإنجليزية)